# Wieringer Eilandmuseum Jan Lont
Het Wieringer Eilandmuseum Jan Lont is een museum in een boerderij en rijksmonument aan de Stroeërweg 39 op het voormalige Zuiderzee-eiland Wieringen waarin het Wieringer boeren- en vissersleven wordt verbeeld. Het museum is vernoemd naar de laatste bewoner-eigenaar Jan Lont (1908-1997) die daar zijn hele leven gewoond en gewerkt heeft en de boerderij aan de in 1991 opgerichte 'Vereniging museum Jan Lont' voor 1 gulden verkocht heeft onder voorwaarde de rest van zijn leven daar te mogen blijven wonen. Lont verzamelde alles wat met de Wieringer historie te maken had onder het motto: "weggooien kan altijd nog".